# Gamze Nur Adakan
Gamze Nur Adakan (ur. 9 lutego 1999 roku) – turecka zapaśniczka walcząca w stylu wolnym. Srebrna medalistka Igrzysk Solidarności Islamskiej w 2017 roku.